# La Croix-du-Perche
La Croix-du-Perche é uma comuna francesa na região administrativa do Centro, no departamento Eure-et-Loir. Estende-se por uma área de 12,69 km². Em 2010 a comuna tinha 160 habitantes (densidade: 12,6 hab./km²).